# AI：夢境檔案 涅槃肇始
《AI：夢境檔案 涅槃肇始》是由Spike Chunsoft製作與發行的恐怖懸疑冒險遊戲，於2022年1月公佈將於2022年6月23日在 任天堂Switch、PlayStation 4、Xbox One與Windows等平台推出。本作為《AI：夢境檔案》的續作，同時採用雙主角制以「沖浦瑞希」為新主角。此外，本作也支援简体和繁體中文字幕。

## 故事簡介
本作為雙主角制，前作登場的「沖浦瑞希」與新角色「龍木」，同為本作的主人公。兩人將會連同兩位人工智能的「AI-Ball」，作為特殊搜查班「ABIS」加入不久的新成員，展開搜查各類特殊的案件。遊戲以現代東京做為舞台，扮演兩位特殊搜查班的新任搜查官，憑藉著特殊技術在現實與夢境之中進行調查，以解開隱藏在神秘殺人事件背後的真相。

## 登場人物
伊達瑞希
配音：黑澤朋世（日本）
舊姓「沖浦」。在前作《AI：夢境檔案》作為求助者登場、本作為主人公，被前作主人公「伊達鍵」收養，改姓「伊達」。在某個事件中失去了左眼，現在眼窩中安裝了高性能人工智慧義眼「AI-Ball」並成為了Psyncer使用Psync裝置進入別人的腦內世界。因為擁有優秀的身體運動能力備受賞識，獲得特例許可作為以高中生加入成為特殊搜查班「ABIS」的一員。
瞳絆
配音：鬼頭明里（日本）
搭載了先進人工智能的義眼，與平時的形狀和眼球無異。正式名稱為，前作與伊達是搭檔、現時常駐於瑞希的左眼窩，作為瑞希的搜查輔佐一起執行特殊搜查班工作。其Psync裝置的人型形象與前作相同。
龍木來斗
配音：田丸篤志（日本）
本作的另一位主人公。充滿正義感的菜鳥搜查官，個性相對內斂型較穩重、並非衝動型的熬血男兒。背負著辛酸過去、他的雙親與弟弟都不幸不在世。同為缺失左眼的他，現時與左眼窩中的搭檔「環」一起解決各類不一的特殊懸案。
環
配音：加隈亚衣（日本）
同樣是搭載了先進人工智能的義眼，與平時的形狀和眼球無異。正式名稱為，與龍木是搭檔、現時常駐於龍木的左眼窩，作為龍木的搜查輔佐，她的個性就如又嚴厲與又溫柔的母親一樣，性格亦略帶有S屬性偶爾會打龍木屁股作為鼓舞他繼續前進。
伊達鍵
配音：新垣樽助（日本）
前作主人公，現在並非Psyncer不再通過Psync裝置潛入別人的夢境搜查。

## 開發
本作為《AI：夢境檔案》的續作，於2021年7月1日公佈計劃將於2022年春季發售，同樣由負責《infinity系列》與《極限脱出系列》的打越鋼太郎擔任編劇及背景設計，音樂依然由伊藤啟介負責，小崎祐輔繼續負責進行角色設計工作。
開發商Spike Chunsoft在2022年公佈續作確定以雙主角制演繹故事，在2022年3月確定於2022年6月23日在任天堂Switch、PlayStation 4與Xbox One平台推出、另外Windows平台Steam商店則在6月25日推出。

## 外部連結
- 官方网站
- 《AI：夢境檔案 涅槃肇始》在視覺小說數據庫的頁面 （英文）